# Erwin Akeret

Erwin Akeret (1971)

Erwin Akeret (geboren am 8. Januar 1915 in Andelfingen; gestorben am 12. September 1987 in Winterthur; heimatberechtigt in Nussbaumen und Andelfingen) war ein Schweizer Politiker (BGB/SVP). Er war von 1955 bis 1983 Nationalrat.

## Leben

### Herkunft, Ausbildung und Beruf
Akeret wuchs zusammen mit sechs Geschwistern in Andelfingen auf. Sein Vater war wie schon sein Grossvater freisinniger Politiker und Verleger. Auch Akeret interessierte sich schon früh für Politik.
Nach dem Besuch der Kantonsschule in Winterthur studierte Akeret Rechtswissenschaft an der Universität Zürich. 1940 wurde er promoviert. Sein Doktorvater war Zaccaria Giacometti.
Erwin Akeret übernahm später von seinem Vater das Weinländer Tagblatt, das in Wülflingen erschien. Er war zugleich dessen Verleger und alleiniger Redaktor.

### Politik
Akeret trat nicht wie sein Vater und sein Grossvater der FDP, sondern der Bauern-, Gewerbe- und Bürgerpartei (BGB) bei. Der Grund dafür war, dass seiner Ansicht nach die Bauern Unterstützung bedurften. Seine politische Laufbahn begann er als Schulpräsident und Gemeinderat von Winterthur. 1955 wurde er in den Nationalrat gewählt. Bei den Wahlen 1983 trat er nicht wieder an.
Entgegen der Haltung seiner Partei vertrat Akeret häufig Umweltschutzanliegen. Er war Mitinitiant der Volksinitiative «zur Rettung unserer Gewässer». Weiter widmete er sich der Medienpolitik. In den 1970er-Jahren arbeitete er an der Parlamentsreform des Bundes mit. Verwaltungsratsmandate lehnte Akeret für sich ab, um seine politische und journalistische Unabhängigkeit zu wahren. Im Gegenteil forderte er erfolglos ein öffentliches Register der Verwaltungsratsmandate von Parlamentariern.
Akeret galt im bürgerlichen Lager als Einzelgänger, aber auch als profiliert, unabhängig und geradlinig.

## Schriften
- Erwin Akeret: Das Regierungssystem der Schweiz; eine objektive Orientierung über aktuelle Verfassungsfragen. Verl. d. Weinländer, Winterthur 1941 (Dissertation).
- Erwin Akeret: Erlebtes Parlament; Notizen eines Schweizer Parlamentariers. Verlag Huber, Frauenfeld 1984, ISBN 3-7193-0950-9.